# أوليمبياس كافالي
أوليمبياس كافالي (بالإيطالية: Olimpia Cavalli)‏ هي ممثلة إيطالية، ولدت في 30 أغسطس 1930 في إيطاليا، وتوفيت في 29 مارس 2012 بروما في إيطاليا.

## أعمال

### أفلام
- (1963) 8½[5]
- (1963) إل غاتوباردو

## وصلات خارجية
- أوليمبياس كافالي على موقع IMDb (الإنجليزية)
- أوليمبياس كافالي على موقع قاعدة بيانات الأفلام السويدية (السويدية)
- أوليمبياس كافالي على موقع قاعدة بيانات الفيلم (الإنجليزية)